# Kiambe
Kiambe es una isla de las Islas Salomón, está ubicada en la Provincia Occidental.